# Leonard Slatkin

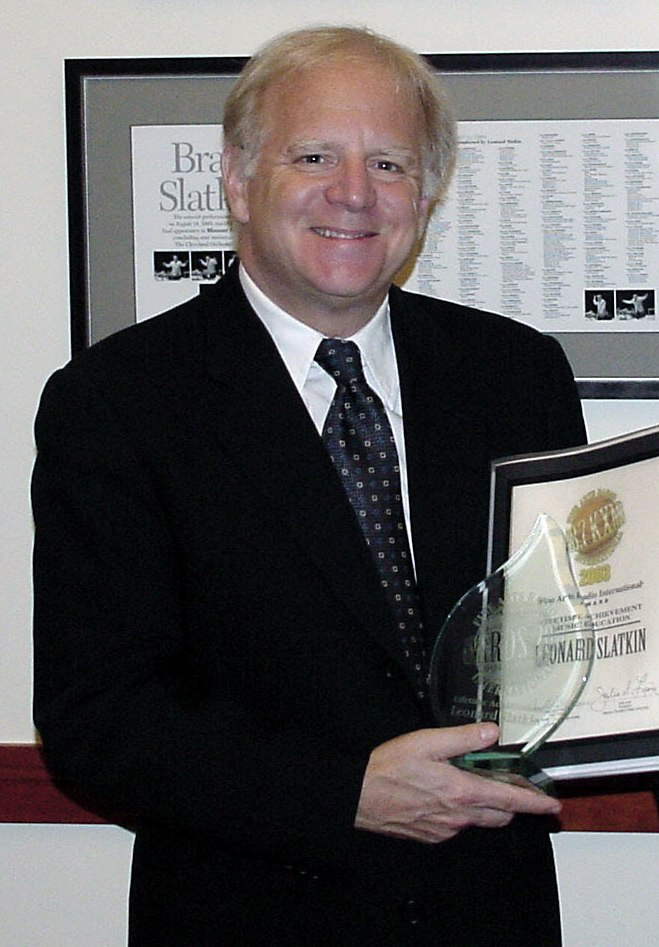
Leonard Slatkin

Leonard Slatkin (n. 1 septembrie 1944, Los Angeles, California, SUA) este un dirijor american.

## Biografie
Slatkin s-a născut într-o familie de muzicieni – tatăl său Felix Slatkin a fost violonist, dirijor și cel care a pus bazele cvartelului  Hollywood String Quartet, și mama sa Eleanor Aller a fost violoncelistă în acest cvartet.
Slatkin a studiat mai întâi la universitatea Indiana  University și apoi la Los Angeles City College începând cariera muzicală ca pianist. Mai târziu se mută la Juilliard School, unde Jean Paul Morel la pregătit ca drjor. Succesul lui de debut ca dirijor l-a avut în 1966 cu Youth Symphony Orchestra of New York. 1968 obține un post de asistent la Saint Louis Symphony Orchestra. Acolo rămâne până în 1977, ca dirijor a orchestrei filarmonice New Orleans Philharmonic Orchestra. 1979 se întoarce ca dirijor șef la St. Louis. Această poziie o are până în 1996, unde preia mai tâziu conducerea National Symphony Orchestra din Washington, D.C..
În anul 2000 este numit Prim Dirijor a BBC Symphony Orchestra. Acest loc il are până pe 11 septembrie 2004, a 110-a Last Night of the Proms. 2005 este numit în funcția de prim oaspete dirijor la Los Angeles Philharmonic la Hollywood Bowl, și în același timp prim oaspete dirijor la Royal Philharmonic Orchestra.
Leonard Slatkin este căstorit cu soprana Linda Hohenfeld.